# Centromacronema obscurum
Centromacronema obscurum is een schietmot uit de
familie Hydropsychidae. De soort komt voor in het Neotropisch gebied.